# Психролютовые
Психролютовые (лат. Psychrolutidae) — семейство лучепёрых рыб из надсемейства  рогаткоподобных (Cottoidea) отряда скорпенообразных.

## Описание
Кожа у большинства психролютовых подвижная, голая, лишённая каких-либо костных шипиков или пластинок, а у наиболее уклонившихся видов от рогаткоподобных тело рыхлое, студенистое. У менее специализированных родов (Dasycottus, Malacocottus, Cottunculus) имеются шипы на предкрышке, пропадающие у родов, уклоняющихся от исходного типа (Ebinania, Neophrynichthys); первый спинной плавник хорошо развит и отделён от второго, но у сильно специализированных родов один сплошной плавник (Eurymen) или первый спинной плавник у взрослых зарастает мягкими тканями спины и не виден (Ebinania). У всех видов очень слабо развиты брюшные плавники.

## Классификация
В семействе психролютовых выделяют два подсемейства и 8 родов:
Подсемейство Cottunculinae
- Ambophthalmos
- Cottunculus — Коттункулы[1]
- Dasycottus — Щетинистые бычки[1]
- Eurymen — Эуримены
- Malacocottus — Мягкие бычки

Подсемейство Psychrolutinae
- Ebinania — Эбинании
- Neophrynichthys — Неофринихты
- Psychrolutes — Психролюты